# Mysmena gibbosa
Espèce
Mysmena gibbosa est une espèce d'araignées aranéomorphes de la famille des Mysmenidae.

## Distribution
Cette espèce est endémique d'Andalousie en Espagne,. Elle se rencontre dans la province de Jaén dans la Sierra de Cazorla.

## Description
Les mâles mesurent de 1,06 à 1,15 mm et les femelles de 1,05 à 1,25 mm.

## Publication originale
- Snazell, 1986 : A new Mysmena (Araneae: Mysmenidae) from Spain. Bulletin of the British Arachnological Society, vol. 7, no 2, p. 62-64 (texte intégral).